# 大哥伦比亚解体

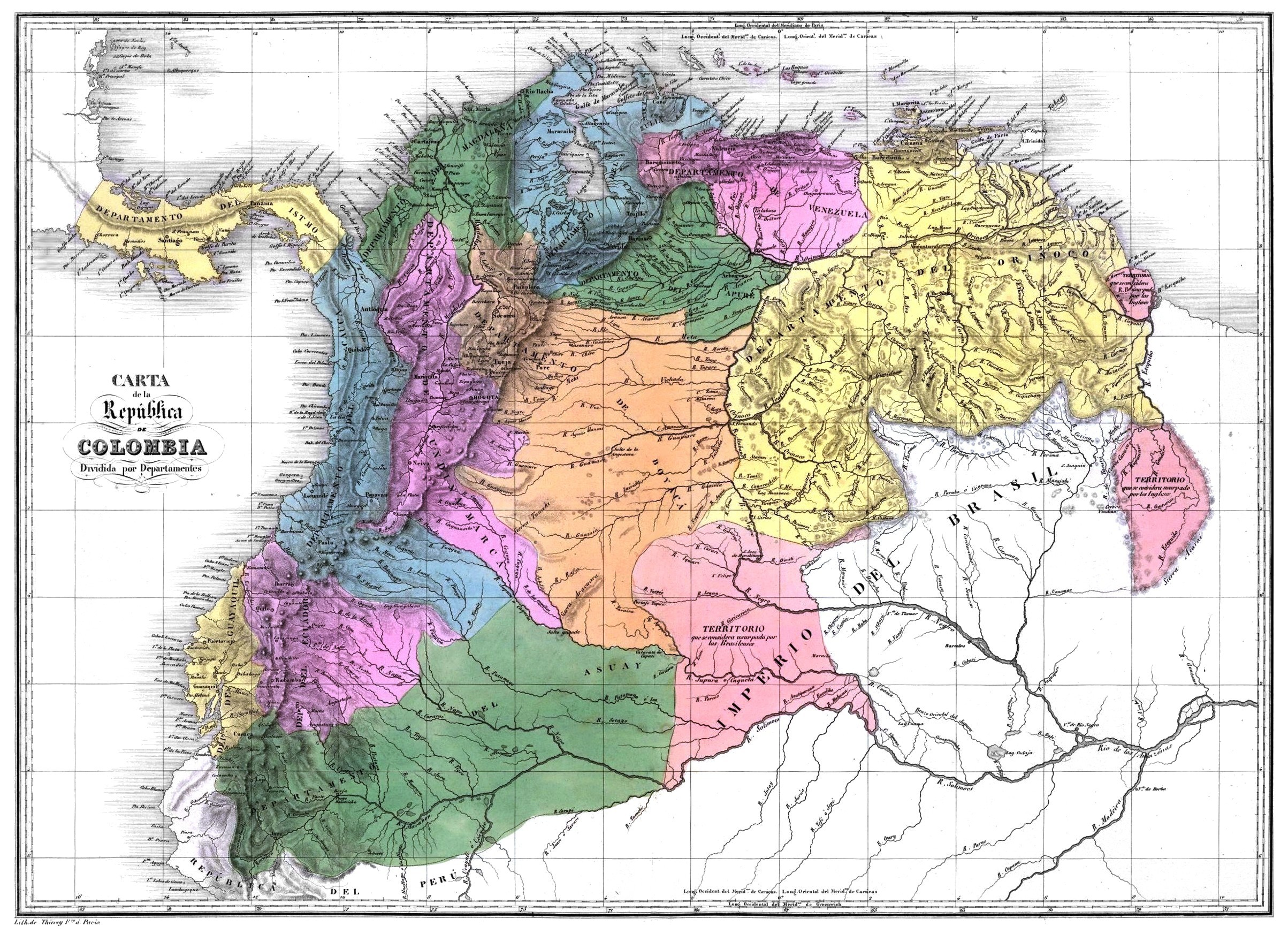
1824年大哥伦比亚行政区划图

大哥伦比亚解体（1826年4月30日—1831年11月21日）是指大哥伦比亚的政治结构和中央政府的瓦解。大哥伦比亚解体后，出现3个独立的国家：委内瑞拉共和国、厄瓜多尔共和国和新格拉纳达共和国。
大哥伦比亚的主要思想领袖是“解放者”西蒙·玻利瓦尔，他希望建立一个足够强大的国家，以维持其独立，并在经济上与欧洲列强竞争。这是拉丁美洲最宏大的统一梦想。